# Arrueda
Arrueda (francès Rouède)és un municipi occità de la Gascunya, en el departament de l'Alta Garona, a la regió d'Occitània.